# Tramvia de Palma
La xarxa de tramvies de Palma va estar en funcionament entre 1891 i 1959, quan va ser substituïda per autobusos. Actualment hi ha en projecte una nova línia anomenada Trambadia, que unirà la plaça d'Espanya i l'Aeroport, per la Platja de Palma.

## Antic tramvia

Extensió de la xarxa entre 1935 i 1941

La primera línia de ferrocarril a Mallorca es va inaugurar el 1875, entre Palma i Inca. Al cap de dos anys, es va obrir un ramal de mercaderies que anava des de l’estació de Palma fins al Port, amb un recorregut que passava per les Avingudes, la Rambla i el passeig del Born. Malgrat transcórrer pels carrers de ciutat, mai no fou considerat com a tramvia i tampoc no estava destinat al trànsit de viatgers. Aquest ramal va ser desviat i soterrat el 1931.
Mentre als anys 70 i 80 del segle XIX ciutats com Barcelona o València anaven obrint línies de tramvia a tracció animal o a vapor, a Palma aquest mitjà era totalment inexistent. El 1890 es funda la Sociedad Mallorquina de Tranvías, que va construir la primera línia entre la plaça de Cort i Portopí, passant pel passeig de Sagrera, Santa Catalina i el Terreno. S’inaugurà el 1891 i els vehicles estaven traccionats per mules. L'ample de via escollit va ser d’una iarda anglesa (0,9144 m), igual que a la resta de ferrocarrils de Mallorca.
A la segona meitat dels anys 90 del segle XIX es van començar a electrificar les primeres xarxes de tramvia a Espanya, començant per Bilbao (1896), Madrid (1898) i Barcelona (1899), que al seu torn va generar una gran expansió de les xarxes existents. A Palma no es va fundar una societat anomenada Sociedad General de Tranvías Eléctricos Interurbanos de Palma fins el 1914, que tenia l’objectiu d’adquirir i electrificar línia existent, així com crear-ne de noves.
El primer tramvia elèctric va entraren funcionament l'1 de juliol 1916. L'electrificació era a 600 V en corrent continu. La presa de corrent es feia per tròleis d’arc. Aquest mateix any es van crear dues línies noves: la línia de circumval·lació pels carrers del Centre i la línia de Can Capes, que sortia de la plaça de Sant Antoni i es dirigia a Can Capes, on hi havia situades les cotxeres.
L’any 1920 va començar una nova fase d’expansió de la xarxa, amb l’obertura de línies noves o amb el perllongament de les existents: a Cal Català (1920), Pont d’Inca (1920), el Molinar (1920), el Coll d’en Rabassa (1921), Son Roca (1921), Gènova (1922), la Soledat (1922), Establiments (1926), Can Pastilla i l’Arenal (1926), el Coliseu (1929). Totes les línies estaven electrificades, amb l’excepció del tram entre Can Pastilla i l’Arenal, que utilitzava tramvies amb benzina i que inicialment no fou de la concessió de la SGTEI. De 1934 a 1936 circulà un servei combinat que tenia una de les seves terminals al Port.
L’any 1941 se suspèn el servei entre el Coll d’en Rabassa i l’Arenal, i a partir de 1948 se substitueix per una línia d’autobús el tram entre Palma i el Coll d’en Rabassa.
Durant la segona meitat dels anys 50 es clausura progressivament la xarxa de tramvies. La primera línia en clausurar va ser la de Cal Català (1955), seguit del tram entre el Pont d’Inca i Can Capes (1957). L’any 1958 es produeix un tancament massiu de línies, que són convertides en línies d’autobús, i només queden en servei la línia d'Establiments i la de Can Capes, que fa servei a les cotxeres. Aquestes dues línies de tramvia es clausuren a principis de 1959.

## Projecte de Trambadia
El primer projecte realitzat consistia en unir l'Hospital de Son Espases amb l'Aeroport i el districte de Platja de Palma. La previsió era que les obres comencessin l'any 2011 i el tramvia entrés en funcionament el 2013. El projecte no tira endavant per la crisi econòmica de 2008 i els canvis de govern del 2011 tant al Govern de les Illes Balears com a Cort.
L'any 2015 el govern municipal manifesta la intenció de fer reviure el projecte del tramvia. Per la seva banda, el 2018 el Govern de les Illes Balears va incloure un projecte de tramvia entre l'Aeroport i el centre de la ciutat al projecte estratègic de transport públic 2019-2026. Al mes novembre del 2020 es va provar l'estudi preliminar de l'enllaç Aeroport - Plaça d'Espanya. Un mes més tard es va presentar al públic una segona fase per connectar la plaça d'Espanya amb l'Hospital Universitari de Son Espases.
El mes de novembre de 2022 es presenta el projecte del tramvia de Palma, que rep el nom de Trambadia, amb un recorregut de 10 km i 16 parades entre la plaça d'Espanya i l'aeroport de Son Santjoan. Està previst que les obres s'iniciïn durant l'any 2023 i tinguin una durada de 40 mesos.